# Ignaz Schuster
Répertoire
Die Bürger in Wien
Ignaz Schuster (né le 20 juillet 1779 à Vienne, mort le 11 novembre 1835 dans la même ville) est un acteur, chanteur et compositeur autrichien du Alt-Wiener Volkstheater.

## Biographie
Schuster commence sa carrière dans le théâtre en tant que chanteur, mais bientôt vient au théâtre parlé. Après des engagements dans différents théâtres, il arrive au Théâtre de Leopoldstadt. Il joue en 1813 dans Die Bürger in Wien d'Adolf Bäuerle et trouve dans le personnage du fabricant de parapluies Chrysostom Staberl le rôle de sa vie. Au cours des années suivantes, il incarne des personnages typiquement viennois.
À partir de 1817, Ferdinand Raimund et Schuster sont en compétition au Théâtre de Leopoldstadt, notamment pour Der lustige Fritz de Carl Meisl ; mais ils apparaissent ensemble en 1830 pour la première fois.
Entre 1812 et 1828, Schuster travaille également comme metteur en scène au Théâtre de Leopoldstadt et compose notamment la musique de scène pour Adolf Bäuerle, Joachim Perinet et Josef Alois Gleich.
Son frère Josef Anton Schuster (1770–1852) est acteur et librettiste, un autre frère Anton Schuster est chanteur (ténor).

## Œuvres
- Die Abenteuer eines echten Shawls in Wien (1820)
- Baron Barfuß (1804)
- Cora, die Sonnenjungfrau (1812)
- Hamlet, Prinz vom Tandelmarkt (1807)
- Jupiter in Wien (1825)
- Der Palast der Wahrheit (1810)
- Die verkehrte Welt (1814)

## Source de la traduction
- (de) Cet article est partiellement ou en totalité issu de l’article de Wikipédia en allemand intitulé « Ignaz Schuster » (voir la liste des auteurs).